# Hans Hausamann
Pour les articles homonymes, voir Hausammann.
Compléments
Fonda pendant la Seconde Guerre mondiale un service de renseignements privé en Suisse, le bureau HA, collaborant avec les renseignements militaires suisses.
Hans Hausamann, né le 6 mars 1897 à Appenzell et mort le 17 décembre 1974 à Orselina, est un photographe et un officier de renseignement suisse. Il a lutté contre les nazis pendant la Seconde Guerre mondiale.

## Biographie

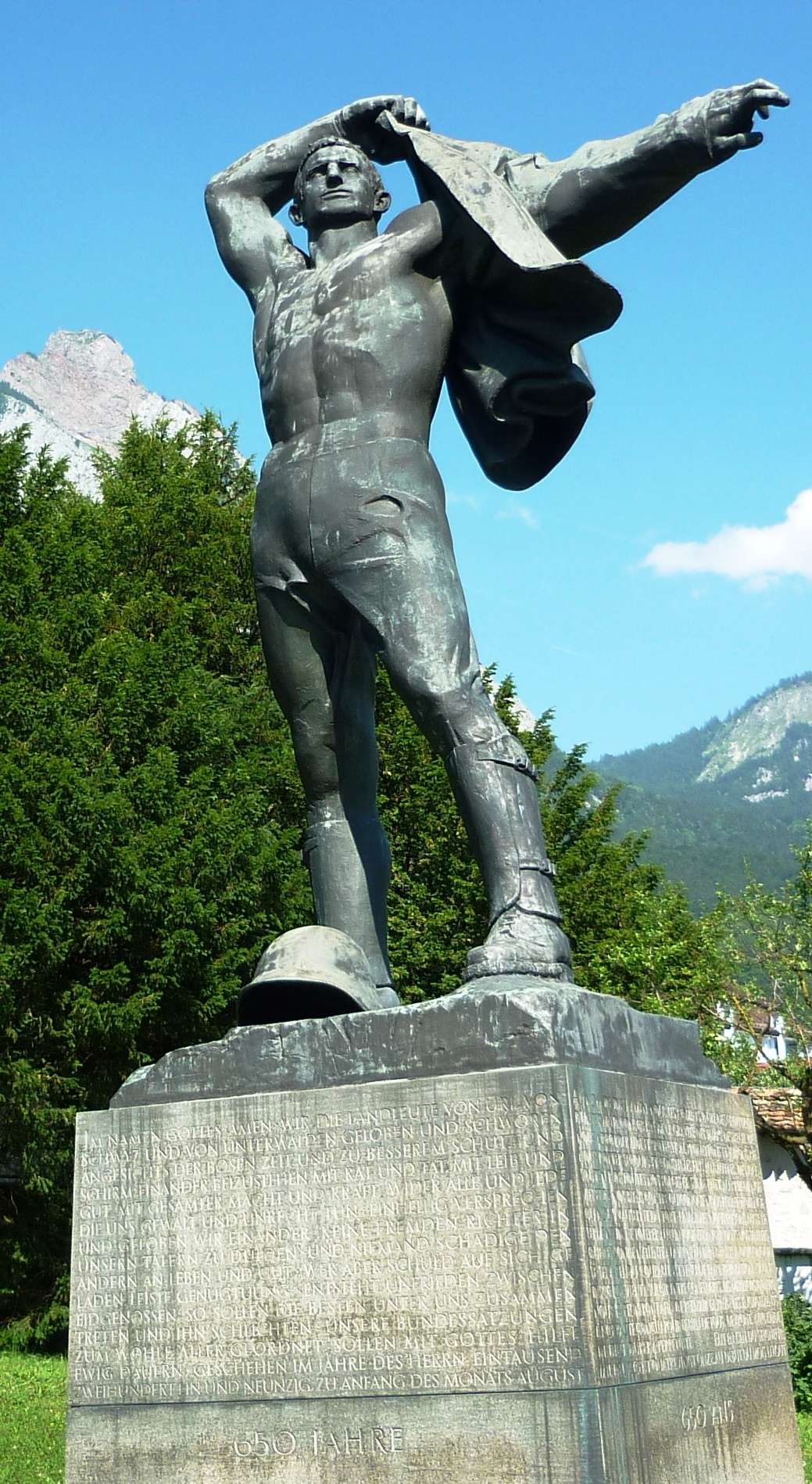
Statue érigée 1939 à Schwytz : elle représente le citoyen-soldat. Pendant la Seconde Guerre mondiale, l'armée de milice devient le symbole de l'indépendance helvétique

Hans Hausamann est le fils du photographe Ernst Gottfried Hausamann (1871-1958) et de son épouse, Erika Neuhauser (union en 1923), fille de l'industriel du textile Emil Neuhauser.
Hausamann fréquente les écoles de Heiden et Lausanne. Il travaille ensuite pour son père comme photographe. Il fonde en 1925 la société Hausamann-Photo avec des ateliers et des laboratoires à Saint-Gall et Zurich. Il ouvre le premier magasin de photo par correspondance en Suisse.

« Homme aux opinions modérées, radical et franc-maçon depuis 1922 dans la loge Concordia de Saint-Gall, Hans Hausamann, issu d'un milieu protestant […], est un défenseur acharné de la démocratie et de la cause alliée »

— op. cit. Jean-Pierre Richardot (2002), p. 60
Après une brève période de sympathie de jeunesse pour le national-socialisme, il crée, dans les années 1930, un service de presse pour contrer l'anti-militarisme, promouvoir et renforcer un fort esprit de résistance en Suisse. En même temps, il est actif dans les organisations militaires.
Il a dirigé un service de production de films destiné à la formation de l’armée suisse. Il est, jusqu'en 1936, attaché de presse de la Société suisse des officiers (SSO/SOG). En leur nom, il a dirigé la campagne de votation en faveur du « projet de loi de défense » sur l’organisation de l'armée (prolongation de la durée du service), loi adoptée en 1935. En 1938, à l'initiative de Hans Oprecht, il est nommé conseiller politique de défense du Parti social-démocrate suisse. Au cours de la Seconde Guerre mondiale, il est promu lieutenant puis capitaine.

## Services de renseignement
Il s'est spécialisé dans le domaine du renseignement. En effet, le commandant Hausamann  avait implanté en Allemagne un réseau secret pour fournir à l'état-major suisse les renseignements sur les préparatifs et les objectifs des nazis. Ce réseau semble avoir été implanté au sein même du haut commandement allemand. Il met, en 1935, son « service de presse » à disposition du renseignement militaire suisse. À cet effet, il a créé le bureau HA dans les années 1940, à Teufen puis le déplace près de Lucerne, dans un château, pour la durée de la guerre. Il l’associe comme service autonome du renseignement militaire suisse et collabore avec Max Waibel, chef de la section 1 Nachrichtenstelle (NS-1) du renseignement militaire suisse. Son principal fournisseur de renseignements en 1939, Christian Schneider, est un employé de l'agence de presse de Rudolf Roessler. Cependant, Hausamann réalise que sans la Suisse ne survivrait pas une coalition anti-hitlérienne. Il fait en sorte que les informations militaires pertinentes soient transmises à l'ennemi principal de l'Allemagne nazie, l’URSS. Schneider lui demande des informations qu’il transmettra au service de renseignements militaires soviétique, le GRU. Le trésor de renseignements du bureau HA sera exploité par Rudolf Roessler puis par Alexandre Radó. Parallèlement, toutes les informations parviennent au général Henri Guisan, chef de l'armée suisse.

## Résistance intérieure
En novembre 1939, Hausamann s'oppose à l'extradition des ressortissants allemands vivant en Suisse, notamment l'ancien membre du NSDAP et adversaire d’Hitler, l'anti-nazi Otto Strasser. En juillet 1940, il fait partie du groupe restreint de fonctionnaires fédéraux dont les membres voulaient inconditionnellement offrir une résistance contre une attaque allemande. La Suisse, par Henri Guisan, a eu connaissance de ces actions et les participants ont été sanctionnés par l'action de la justice militaire disciplinaire. Après une brève période en garde à vue, Hausamann est cofondateur d’une organisations, la Ligue des officiers, qui relaie l'Action nationale de résistance, lancée, avec le Commissaire des Nations unies pour les réfugiés Auguste R. Lindt. Il a aussi été membre de la Ligue du Gothard à ses débuts, même si elle excluait de ses rangs les francs-maçons.
Hausamann est, de 1940 à 1943, l’inspirateur d'une propagande contre le conseiller fédéral Marcel Pilet-Golaz dont les idées sont parfois jugées trop proches des nazis.[réf. nécessaire]
En automne 1945 Hausamann était en liaison avec les troupes françaises en Vorarlberg, où il a travaillé pour l'armée suisse.

## Période d'après-guerre
Après la dissolution du bureau HA en 1946, il s’implique à nouveau dans la gestion de son entreprise photographique. Il donne des conférences sur la guerre et sur l’histoire de la Seconde Guerre mondiale. En 1954, il fonde les Journées équestres internationales de Saint-Gall, qu’il dirigera jusqu'en 1965.
Il a également été membre de la Grande Loge suisse Alpina. En 1973, il est reçu à l'université de Saint-Gall comme docteur honoris causa en sciences politiques.

## Sources
- (de) Cet article est partiellement ou en totalité issu de l’article de Wikipédia en allemand intitulé « Hans Hausamann » (voir la liste des auteurs).